# Fortín General José Eduvigis Díaz
Fortín General José Eduvigis Díaz (mais conhecido como Fortín General Díaz) é um município paraguaio do departamento de Presidente Hayes, a 440 km de Assunção.

## Etimologia
Foi nomeado em homenagem a José Eduvigis Díaz, um proeminente general e estrategista paraguaio, que lutou e morreu na Guerra do Paraguai.

## Infraestrutura e turismo
Atualmente, a infraestrutura se desenvolve aos poucos graças ao surgimento do turismo histórico e pesqueiro e também à melhoria de estradas e pontes pelo governo paraguaio.

## Transporte
As duas principais rodovias que passam pela cidade são a Rota PY05 e a Rota PY12.